# Reglament General de Protecció de Dades
El Reglament General de Protecció de Dades (GDPR) (Control (UE) 2016/679) és un reglament europeu mitjançant el qual l'Eurocambra, el Consell de la Unió europea i la Comissió europea pretenen enfortir i unificar la protecció de dades a tots els països de la Unió europea (UE), controlant també la transferència de dades fora de la Unió. Els seus principals objectius són retornar als ciutadans el control sobre la seva informació personal i unificar el marc regulador per a les multinacionals. Suposa una llei més estricta que altres normes i es tracta de la primera norma sobre aquesta matèria que afecta tots els països de la Unió Europea i unifica tant els drets com les obligacions. Substitueix la Directiva de Protecció de Dades 95/46/EC de 1995.
Adoptada a l'abril de 2016, va entrar en vigor el 25 de maig de 2018, després d'un període de transició de dos anys. A diferència de les directives, no requereix incorporació a la legislació nacional, sent directament aplicable.
Pel caràcter global de l'Internet, moltes empreses començaren a canviar les polítiques de privacitat per a tots els usuaris, fent que els esforços per complir les lleis de la Unió Europea afecten els usuaris estranys a aquesta.

## Disposicions generals
El Reglament s'aplica si el responsable del tractament de dades (organització que recull informació sobre persones vives, independentment de si es troben a la UE o no), o l'encarregat del tractament de dades (organització que processa dades en nom del responsable del tractament, per exemple, proveïdors de serveis al núvol), o el subjecte de les dades (persona física) es troben a la UE. En certes circumstàncies, el reglament també s'aplica a organitzacions fora de la UE si recullen o processen dades personals de persones físiques que es troben a la UE. El reglament no s'aplica al tractament de dades per part d'una persona física «exclusivament en l'àmbit privat o domèstic, i per tant, sense cap relació amb una activitat professional o comercial» (paràgraf 18).
Segons la Comissió Europea, «les dades personals són informació que es refereix a una persona física identificada o identificable». Si no es pot identificar directament una persona mitjançant aquesta informació, cal considerar si és possible identificar-la. Cal tenir en compte la informació que es processa juntament amb tots els mitjans que poden ser utilitzats per vostè o per qualsevol altra persona per identificar aquesta persona. Les definicions exactes de termes com "dades personals", "tractament", "subjecte de les dades", "responsable" i "encarregat" es troben a l'article 4.
Els responsables del tractament de dades han de divulgar clarament qualsevol recollida de dades, indicar la base legal i la finalitat del tractament de dades, així com informar sobre la durada de la conservació de les dades i si es transfereixen a tercers o fora de l'EEE. Les empreses estan obligades a protegir les dades dels treballadors i dels consumidors de manera que només s'extreguin les dades necessàries amb una mínima intrusió a la privadesa de les dades dels treballadors, consumidors o tercers. Les empreses han de tenir control intern i normes per a diferents departaments, com ara auditoria, control intern i operacions.

## Característiques de la norma
Quan una organització vulgui agafar dades personals d'un ciutadà de la Unió Europea necessita el permís explícit d'aquest. El consentiment deurà ser revocat per aquest ciutadà quan aquest ho desitgi, facilitant-li una via per fer-ho. Les empreses hauran de dir quines dades utilitzem, com les tracten, per a quina finalitat i qui n'és la persona responsable. Els ciutadans també podran demanar les dades que les organitzacions tenen d'ell.
Aquesta nova normativa afecta totes les organitzacions que tracten amb dades de ciutadans europeus, amb independència de la seva situació geogràfica. Introdueix la figura del delegat de protecció de dades, una figura ja introduïda a la legislació federal d'Alemanya des del 1977.

### Sancions
La GDPR preveu sancions de fins a 20 milions d'euros o el 4% de la facturació anual.

## Problemes per a la implementació
Un dels problemes per a la seva implementació és que la política de comerç internacional europea no està adaptada al GDPR.

## Conseqüències
És la llei sobre privacitat més estricta en la història d'Internet. Destaca el seu impacte sobre la direcció de les campanyes de publicitat en línia i la possible dificultat afegida per a competir contra Google i Facebook en l'àmbit empresarial de les dades massives.